# Тропіки-Шмопіки
Тропіки-Шмопіки (англ. Rainforest Schmainforest), також відомий як Хоровий тур (англ. Choir Tour) - епізод 301 (№ 32) серіалу «Південний Парк», прем'єра якого відбулася 7 квітня 1999 року. В епізоді взяла участь Дженніфер Еністон, яка озвучувала Міс Стівенс.
На створення цього епізоду  Трея Паркера сподвигло особиста огида до джунглів, що з'явилася у нього після поїздки в Коста-Рику. У коментарях до DVD Паркер пояснив, що після поїздки він зненавидів Коста-Рику, і що все, що Картман в серії говорить про джунглі, відображає те, що він (Паркер) особисто вважає і відчуває.

## Сюжет
Міс Стівенс, керівниця національного пісенного хору в захист навколишнього середовища Getting Gay With Kids (укр. Веселімося з дітлахами), приїжджає в  школу Саут-Парку, сподіваючись набрати в групу побільше учасників.  Кайл,  Стен,  Картман і  Кенні своєю поведінкою виводять  містера Гаррісона з себе і він відправляє їх в кабінет до психолога  містеру Меки. Мекі, після недовгої розмови, як покарання змушує хлопців приєднатися до хору. Кенні - єдиний, хто цьому радий, тому що закохується з першого погляду в дівчинку з хору на ім'я Келлі.
Хор відправляється в Сан-Хосе, Коста-Рика, де міс Стівенс повідомляє Картману, що планує змінити його думку про країни третього світу. Після прибуття Картман відразу ж починає створювати проблеми - кричить на місцевих жителів, привертає уваги дітей в автобусі до повій, що стоять уздовж дороги і уїдливо коментує, що в Сан-Хосе "пахне як в дупі». Діти зустрічаються з президентом Коста-Рики і проводять репетицію пісні, але міс Стівенс незадоволена поганим почуттям ритму Кайла, яке Картман списує на те, що «у євреїв немає почуття ритму».
Діти відправляються з міс Стівенс на прогулянку, щоб помилуватися на «чудеса» джунглів ( білкомавпи і  трипалого лінивця). Потім їх провідника з'їдає королівський  аспид, і хлопці з міс Стівенс залишаються в джунглях самі по собі. Вони потрапляють в табір до місцевих повстанців і намагаються піснею переконати їх піклуватися про джунглі, але безуспішно. Прибувають урядові війська, починається стрілянина і хор змушений рятуватися втечею. Через деякий час Картман оголошує про те, що він залишає «це збіговисько хіпі» і залишає хор. Досить скоро він натикається на бригаду американських робітників, які вирубують джунглі. Тим часом Келлі розривається між тягою до Кенні і страхом, що вона живе занадто далеко і буде потім страждати, що дуже дратує Кенні.
В цей час в Сан-Хосе початок концерту запізнюється вже на годину, і Президент Коста-Рики намагається тягнути час, розповідаючи несмішні жарти про поляків. Міс Стівенс і дітей, які залишилися з нею, захоплює плем'я тубільців, які збираються принести міс Стівенс (переодягнену в форму черлідерши) в жертву місцевим гігантам (нагадує Джаббу і Кінг-Конга одночасно). Міс Стівенс змінює свою думку про джунглі, і вирішує, що джунглі не таке хороше місце, як їй здавалося раніше. У цей момент з'являється Картман в супроводі робітників, які руйнують бульдозерами село і розганяють тубільців. Келлі каже Кенні, що для збереження «їхніх стосунків на відстані» вони будуть телефонувати кожен день. Але Кенні тут же вражає блискавка. Після безуспішної спроби покликати Кайла і Стена на допомогу - ті, як правило, сприймають смерть Кенні досить байдуже - Келлі вдається воскресити Кенні. Після того, як всі залишають джунглі і повертаються в столицю, міс Стівенс і діти кілька змінюють текст пісні. Її сенс змінюється на протилежний, що викликає позитивну реакцію серед публіки що зібралася на концерт. Епізод закінчується текстовим повідомленням, що говорять людям, наскільки небезпечні джунглі, і закликом зупинити це зараз же.

## Смерть Кенні
Кенні практично гине після удару блискавки, але повертається до життя силами Келлі. Коли Стен і Кайл як зазвичай кажуть «О боже, вони вбили Кенні!» І «Покидьки!», Келлі запитує, кого вони мали на увазі під «Вони», і все, що можуть відповісти Стен і Кайл це «ну, ті , які покидьки». Хлопчики в шоці не тільки від ідеї спробувати оживити Кенні, але також і від того, що Келлі це вдається.

## Пародії
В епізоді присутня безліч типових кліше, які використовуються «зеленими», таких, як «Ми повинні робити тільки знімки і залишати тільки сліди ніг», «Вона боїться нас більше, ніж ми боїмося її» або «Ми повинні поважати матір-природу, і вона буде поважати нас ».
- Загибель провідника від укусу отруйної змії - відсилання до фільму «Пекло канібалів».
- Епізод, де аборигени танцюють навколо Міс Стівенс і з'являється величезний абориген - пародія на Кінг-Конга.

## Варті уваги факти
- Всю серію Келлі називає Кенні неправильно: Ленні, Джонні, Ларрі і так далі.
- Келлі постійно колупається в носі, навіть коли робить Кенні штучне дихання. Лише в полоні через зв'язані руки їй не вдається дотягнутися до носа.
- Під час репортажу з місця, на якому планувалося провести концерт, на задньому плані видно райдужний прапор - символ гомосексуалів. Можливо це пов'язано з назвою хору (  діти для блакитних лісів ).
- Під час розмови з Костариканський владою містер Мекі замість свого звичайного «mkay?» Вимовляє «mbien?» (Те ж саме з «іспанським» акцентом).
- Міс Стівенсон була озвучена актрисою Дженніфер Еністон.
- У цьому епізоді вперше Кайл називає Крейга на ім'я.
- Під час нічної грози Стен говорить: «Чорт, я тільки що бачив Тоні Данза», на що Міс Стівенсон відповідає: «Не бачив ти Тоні Данза, Стенлі», однак через секунду під час спалаху видно, що Тоні Данза сидить серед дітей.

## Скандали
Хоча епізод вийшов в 1999 в США, а кілька років по тому - і в  Латинській Америці, в  лютому 2007 року вибухнув невеликий скандал через коментарі Картмана на адресу Коста-Рики, де він говорить, що місто «пахне як дупа»; на думку незадоволених, творці серіалу показали країну, повну «повій, селищ з бараків і сміття». Як стало відомо, уряд Коста-Рики був невдоволений цим епізодом. Відео про це, іспанською мовою, є на YouTube .

## Неточності
У сцені, де група тікає від племені лісових людей, разом з усіма біжить і Картман, хоча він раніше покинув групу і на той час уже знайшов лісорубів.